# I din vård, som räcker till
I din vård, som räcker till är en kristen psalm. Texten är skriven av Johan Olof Wallin.

## Publicerad i
- Den svenska psalmboken 1819, som nummer 284 under rubriken "Kristligt sinne och förhållande - I allmänhet: Förhållandet till oss själva och nästan: Försakelse, flit och förnöjsamt sinnelag".[1]